# تنشيط الدم

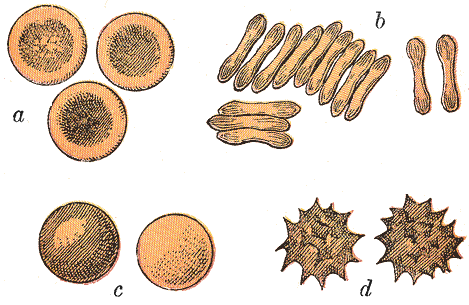
كريات دم حمراء طبيعية (a) ومشوهة(b-d)

منشطات الدم (بالإنجليزية: Blood Doping) هي ممارسة لزيادة عدد كريات الدم الحمراء من أجل تحسين الأداء الرياضي. لأن خلايا الدم الحمراء تنقل الأكسجين من الرئتين إلى العضلات. عرف الرياضيون طريقة التنشيط بالدم عن طريق عملية نقل الدم (بالإنجليزية :Blood transfusion) حيث بتم سحب ما بين 500–750 سم مكعب من دم اللاعب ويحفظ في (بنك الدم) قبل أربعة أشهر من البطولة أو المنافسة، وقبل بدء المبارة بأربع ساعات يعطي اللاعب الدم ثانية عن طريق الحقن بالوريد لرفع نسبة الهيموجلوبين بالدم. ونقل خلايا الدم الحمراء للاعب لزيادة قدرة حمل الأكسجين في الدم. وهذه الوسيلة يصعب أكتشافها إلا من خلال اعتراف المدرب أو اللاعبين أو كشف عملية نقل الدم.وهناك هرمون  الإريثروبويتين الذي يعمل كمعزز لتكوين كريات الدم الحمراء وهذا الهرمون يفرز طبيعيا بالكلى لينشط النخاع العظمي لصنع هذه الكريات. وحاليا يصنع هذا الهرمون صناعيا ويعطي في نقص افرازه بالكليتين. وهذا الهرمون يزيد من نسبة الهيموجلوبين بالدم مما يسبب تشبع الخلايا بالأكسجين. وهذه الوسيلة تفيد عدائي المسافات الطويلة ولاعبي سباق الدراجات والسباحين لأن عضلاتهم تستهلك كميات هائلة من الأكسجين الذي تحمله إليها كريات الدم الحمراء أثناء المسابقات. لكن تأثيراته الجانبية أنه قد يسبب اضطرابا في توازن كريات الدم الحمراء بالجسم. وسوء استخدام هرمونات  الإريثروبويتين قد يتسبب في ثخونة الدم بما يؤدي إلى الإصابة بالأزمات القلبية والسكتات الدماغية والوفاة في النهاية.

## مصدر
مقال يمجلة العلم لأحمد محمد عوف.